# Cerco de Concepción
El Cerco o Asedio de Concepción fue un evento ocurrido durante la Guerra de Arauco, entre el 1 de febrero y el 1 de abril de 1564. En dicho evento, 20.000 guerreros del ejército mapuche sitiaron a la guarnición española y la población civil en la fortaleza de Concepción.

## Antecedentes
A principios de 1564, el gobernador español Pedro de Villagra estaba tomando medidas para proteger todos los pueblos y fortalezas que ya tenía contra la creciente revuelta mapuche y para organizar un ejército de campaña en Concepción. Sabía que uno de los objetivos mapuches era rodear Concepción y se hicieron preparativos para apoyar un largo asedio.
Las redadas de las bandas mapuches habían hecho inseguro que los españoles se alejaran más de una legua de la ciudad. Después de una breve pelea, 3.000 mapuche en el valle del río Itata bajo Loble derrotaron a las tropas del capitán Francisco de Vaca que venían con refuerzos desde Santiago. Mientras tanto, otros 3,000 guerreros bajo Millalelmo derrotaron a las tropas que venían de Angol bajo el capitán, Juan Pérez de Zurita, en un cruce del Río Andalién a dos leguas de Concepción. Ambas derrotas redujeron la guarnición de Concepción a medidas defensivas y cortaron a Concepción de la ayuda por tierra. Los sobrevivientes de las dos batallas tuvieron que retirarse a Santiago y no estaban en condiciones de romper el sitio alrededor de Concepción.

## El cerco
Mientras tanto, los caciques Millalelmu y Loble con 20.000 guerreros del área entre los ríos Itata y Biobío habían saqueado y destruido estancias españolas en los alrededores de Concepción, tomaron sus rebaños y luego se asentaron para sitiar a Concepción a principios de febrero de 1564. Los mapuches entraron a la ciudad, saqueándola y quemándola, y la población se aglomeraba dentro de las murallas de su fortaleza con su guarnición de 200 hombres bajo el gobernador Pedro de Villagra. Los mapuches entonces construyeron un campamento fortificado en las alturas con vistas a la ciudad desde la cual descendieron para atacarlo.
El asedio duró dos meses con continuas escaramuzas. A fines de marzo, dos barcos españoles llegaron trayendo alimentos que permitieron a la población continuar el asedio durante mucho más tiempo. Por otro lado, los mapuches habían agotado las fuentes locales de alimentos y no habían transportado animales de carga y los vehículos de transporte tenían dificultades para traer lo suficiente para mantener su gran fuerza. También se acercaba la temporada de cosecha y no cosecharlas provocaría un invierno de hambre para sus familias.
Con la noticia reciente de la derrota de los mapuche liderados por el toqui Illangulién en la batalla de Angol, también estaban nerviosos de que sus hogares indefensos pudieran ser atacados desde Angol o Santiago. El primero de abril, el ejército mapuche levantó el asedio y se dispersó a sus casas durante el invierno.